# Barjouville
Barjouville – miejscowość i gmina we Francji, w Regionie Centralnym, w departamencie Eure-et-Loir.
Według danych na rok 1990 gminę zamieszkiwało 1306 osób, a gęstość zaludnienia wynosiła 319 osób/km² (wśród 1842 gmin Regionu Centralnego Barjouville plasuje się na 304. miejscu pod względem liczby ludności, natomiast pod względem powierzchni na miejscu 1388.).